# Honor Thy Father (película de 1973)
Honor Thy Father (titulado: Honrarás a tu padre o Honra a tu padre en España) es un telefilme estadounidense de drama y crimen de 1973, dirigido por Paul Wendkos, escrito por Lewis John Carlino y basado en un libro de Gay Talese, musicalizado por George Duning, en la fotografía estuvo Arthur J. Ornitz y Howard Schwartz, los protagonistas son Joseph Bologna, Brenda Vaccaro y Raf Vallone, entre otros. Este largometraje fue producido por Halcyon Productions y Metromedia Producers Corporation (MPC); se estrenó el 1 de marzo de 1973.

## Sinopsis
Cuando su padre desaparece en 1964, Bill se ve forzado a liderar la organización mafiosa, mientras otros mafiosos quieren adueñarse de sus cosas.